# Archaeoprepona meander
Archaeoprepona meander − gatunek motyli z rodziny rusałkowatych i podrodziny Charaxinae.

## Taksonomia
Gatunek opisany został w 1775 roku przez Pietera Cramera, jako Papilio meander. Później klasyfikowany był w rodzaju Prepona.

## Opis
Osiąga od 8 do 10,8 cm rozpiętości skrzydeł. Skrzydła czarne z metalicznie zielononiebieskim, zmiennym wzorem. Spód skrzydeł szarobrązowy z ciemnobrązową przepaską przez środek.
Gąsienica ma na głowie dwa kolce w kształcie rogów.

## Biologia i ekologia
Zamieszkują lasy tropikalne. Gąsienice żerują na liściach flaszowcowatych (Annonaceae). Owady dorosłe są aktywne za dnia, a podczas lotu wydają charakterystyczny trzeszczący dźwięk.

## Rozprzestrzenienie
Występuje od południowo-wschodniego Meksyku, przez m.in. Honduras, Panamę, Boliwię i Peru, po Brazylię i Surinam.

## Systematyka
Gatunek ten tworzy 4 podgatunki:
- Archaeoprepona meander meander (Cramer, 1775)
- Archaeoprepona meander castorina (E. May, 1932)
- Archaeoprepona meander megabates (Fruhstorfer, 1916)
- Archaeoprepona meander phoebus (Boisduval, 1870)